# Revue militaire
Pour les articles homonymes, voir Revue (homonymie).

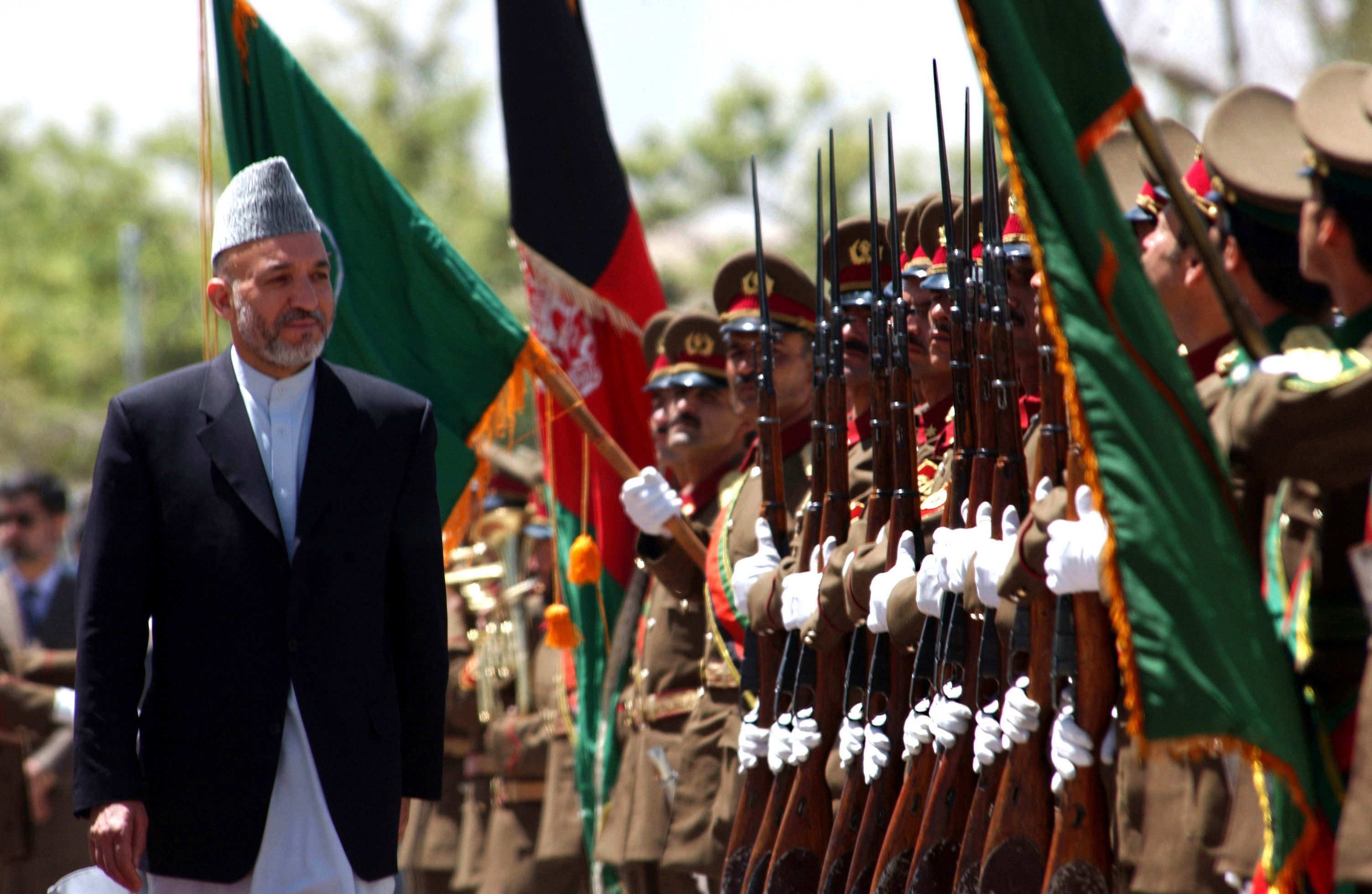
Hamid Karzai passant en revue des soldats afghans à Kaboul en 2002.

Une revue militaire, ou simplement revue, est une opération protocolaire du monde militaire au cours de laquelle une autorité observe un ensemble de soldats qui se présente devant elle. C'est généralement cette autorité qui se déplace devant les troupes, quant à elles statiques. De fait, dans le cas inverse, on parlera, de préférence, de défilé militaire. On procède souvent, pendant les revues, au salut militaire.
Une revue peut se dérouler sur mer, impliquant de nombreux bâtiments de guerre, parfois de tonnage imposant. On parle alors de « revue navale ».